# Prodiamesa bureschi
Prodiamesa bureschi är en tvåvingeart som beskrevs av Michailova 1977. Prodiamesa bureschi ingår i släktet Prodiamesa och familjen fjädermyggor. Inga underarter finns listade i Catalogue of Life.